# Saint-Jean-de-Sauves

Saint-Jean-de-Sauves este o comună în departamentul Vienne, Franța. În 2009 avea o populație de 1,319 de locuitori.